# FC Dinamo București în sezonul 1964-1965
Sezonul 1964-65 este al 16-lea sezon pentru FC Dinamo București în Divizia A. Dinamo a obținut pentru a patra oară consecutiv titlul de campioană a României, cea mai lungă serie de trofee din istoria clubului. În Cupa Campionilor Europeni, alb-roșii depășesc turul preliminar, dar sunt eliminați în prima rundă de deținătoarea trofeului, Inter Milano.

## Rezultate
| Divizia A | Divizia A         | Divizia A           | Divizia A | Divizia A |
| Etapa     | Data              | Adversar            | Stadion   | Rezultat  |
| --------- | ----------------- | ------------------- | --------- | --------- |
| 1         | 30 august 1964    | Crișul Oradea       | acasă     | 2-0       |
| 2         | 6 septembrie 1964 | UTA                 | deplasare | 3-0       |
| 3         | 24 decembrie 1964 | Rapid București     | acasă     | 3-1       |
| 4         | 29 noiembrie 1964 | Dinamo Pitești      | acasă     | 2-0       |
| 5         | 10 decembrie 1964 | Știința Cluj        | deplasare | 1-3       |
| 6         | 5 noiembrie 1964  | Știința Craiova     | acasă     | 3-1       |
| 7         | 17 decembrie 1964 | Progresul București | acasă     | 4-0       |
| 8         | 13 decembrie 1964 | Minerul Baia Mare   | deplasare | 1-0       |
| 9         | 6 decembrie 1964  | CSMS Iași           | acasă     | 2-0       |
| 10        | 1 noiembrie 1964  | Steagul Roșu Brașov | deplasare | 1-3       |
| 11        | 27 decembrie 1964 | Steaua București    | deplasare | 1-0       |
| 12        | 15 noiembrie 1964 | Farul Constanța     | acasă     | 4-1       |
| 13        | 22 noiembrie 1964 | Petrolul Ploiești   | deplasare | 1-3       |
| 14        | 14 martie 1965    | Crișul Oradea       | deplasare | 0-0       |
| 15        | 25 martie 1965    | UTA                 | acasă     | 1-1       |
| 16        | 28 martie 1965    | Rapid București     | deplasare | 0-1       |
| 17        | 4 aprilie 1965    | Dinamo Pitești      | deplasare | 1-1       |
| 18        | 11 aprilie 1965   | Știința Cluj        | acasă     | 1-2       |
| 19        | 18 aprilie 1965   | Știința Craiova     | deplasare | 2-0       |
| 20        | 21 aprilie 1965   | Progresul București | deplasare | 0-0       |
| 21        | 9 mai 1965        | Minerul Baia Mare   | acasă     | 4-2       |
| 22        | 16 mai 1965       | CSMS Iași           | deplasare | 1-0       |
| 23        | 19 mai 1965       | Steagul Roșu Brașov | acasă     | 10-1      |
| 24        | 2 iunie 1965      | Steaua București    | acasă     | 2-1       |
| 25        | 20 iunie 1965     | Farul Constanța     | deplasare | 3-0       |
| 26        | 27 iunie 1965     | Petrolul Ploiești   | acasă     | 3-1       |

| Câștigătorii Diviziei A, ediția 1964-65 |
| --------------------------------------- |
| Dinamo București Al Cincilea Titlu      |

| Cupa României | Cupa României  | Cupa României      | Cupa României | Cupa României |
| Etapa         | Data           | Adversar           | Stadion       | Rezultat      |
| ------------- | -------------- | ------------------ | ------------- | ------------- |
| șaisprezecimi | 6 martie 1965  | Știința Galați     | deplasare     | 3-0           |
| optimi        | 17 martie 1965 | Petrolul Ploiești  | Constanța     | 1-0           |
| sferturi      | 30 iunie 1965  | Metalul Târgoviște | București     | 5-0           |
| semifinale    | 4 iulie 1965   | Dinamo Pitești     | Ploiești      | 0-1           |

| Legendă    |
| ---------- |
| victorie   |
| egal       |
| înfrângere |

## Cupa Campionilor Europeni
Tur preliminar - prima manșă
| 13 septembrie 1964 | Sliema Wanderers | 0 – 2                                     | Dinamo București | The Empire, La Valletta Spectatori: 7.800 Arbitru: Sbardella (Italia) |
| 13 septembrie 1964 |                  | Constantin Frățilă 4' Radu Nunweiller 41' |                  | The Empire, La Valletta Spectatori: 7.800 Arbitru: Sbardella (Italia) |

| 19 septembrie 1964 | Dinamo București                                                                                  | 5 – 0 | Sliema Wanderers | Stadionul 23 August, București Spectatori: 10.501 Arbitru: Rumiancev (Bulgaria) |
| 19 septembrie 1964 | Radu Nunweiller 30' Ion Pîrcălab 42' Emil Petru 65' Constantin Frățilă 84' Constantin Frățilă 86' |       |                  | Stadionul 23 August, București Spectatori: 10.501 Arbitru: Rumiancev (Bulgaria) |

Dinamo s-a calificat mai departe cu scorul general de 7-0.
Turul întâi - prima manșă
| 13 noiembrie 1964 | Internazionale Milano                                               | 6 – 0 | Dinamo București | San Siro, Milano Spectatori: 20.000 Arbitru: Gomes Arribas (Spania) |
| 13 noiembrie 1964 | Jair 13' A.Mazzola 17' Jair 36' Suarez 39' A.Mazzola 78' Milani 82' |       |                  | San Siro, Milano Spectatori: 20.000 Arbitru: Gomes Arribas (Spania) |

| 28 noiembrie 1964 | Dinamo București | 0 – 1          | Internazionale Milano | Stadionul 23 August, București Spectatori: 33.741 Arbitru: Wlachojannis (Austria) |
| 28 noiembrie 1964 |                  | Domenghini 57' |                       | Stadionul 23 August, București Spectatori: 33.741 Arbitru: Wlachojannis (Austria) |

Inter Milano s-a calificat mai departe cu scorul general de 7-0.

## Echipa

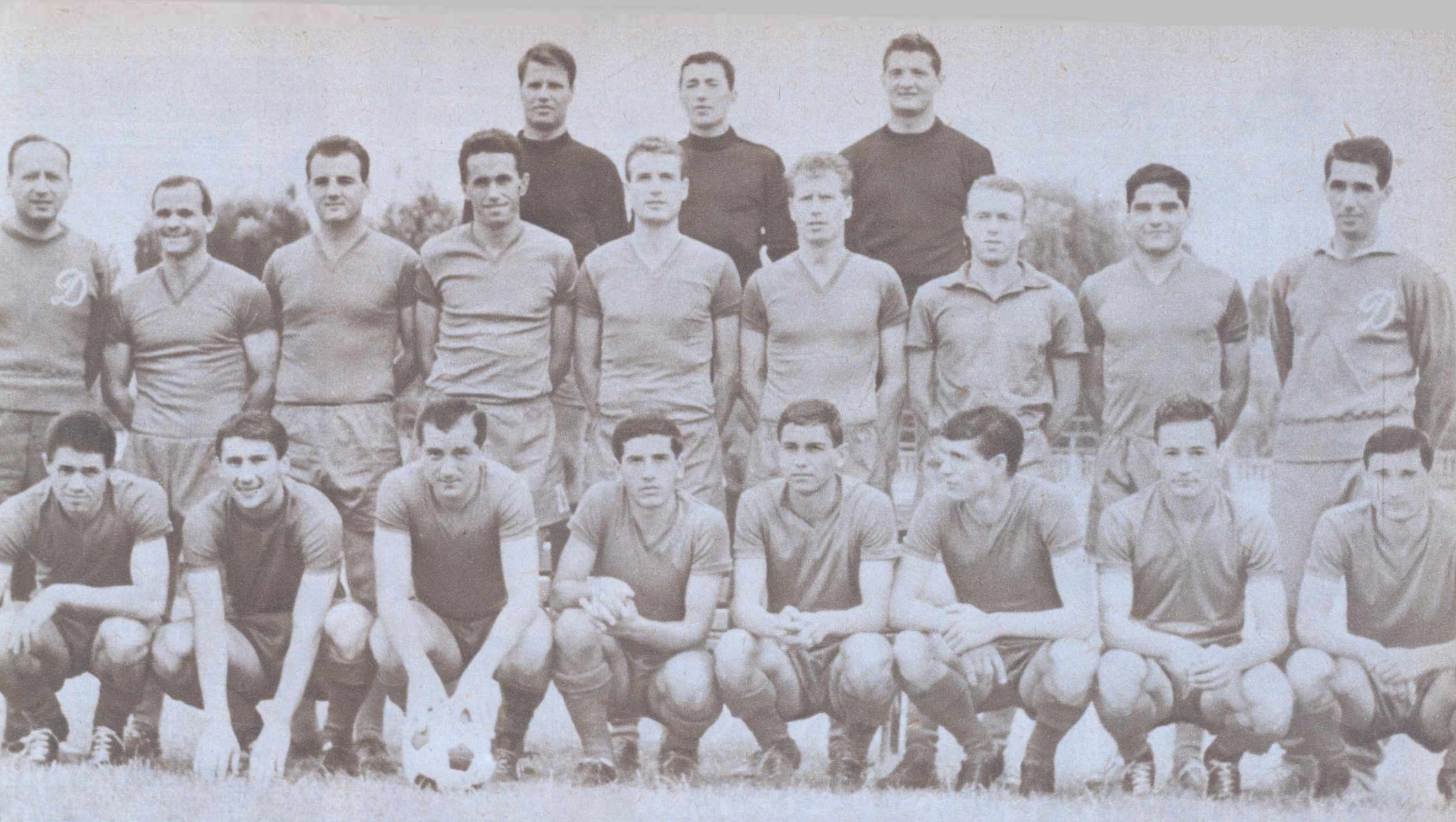
Echipa

Portari: Ilie Datcu (24 jocuri/0 goluri), Iuliu Uțu (6/0).
Fundași: Dumitru Ivan (19/0), Ion Nunweiller (25/0), Lică Nunweiller (13/2), Cornel Popa (25/0), Constantin Ștefan (22/0).
Mijlocași: Vasile Gergely (20/0), Emil Petru (19/4), Octavian Popescu (19/4), Ion Țîrcovnicu (1/0).
Atacanți: Gheorghe Ene (23/15), Constantin Frățilă (23/11), Gheorghe Grozea (4/0), Ion Hajdu (23/10), Vasile Ionescu (1/0), Mircea Lucescu (1/0), Radu Nunweiller (17/1), Ion Pîrcălab (21/7), Iosif Varga (2/0).

### Transferuri
Dinamo a renunțat în acest sezon la Țîrcovnicu și Varga, transferați la Dinamo Pitești. Singurul debutant a fost Gheorghe Grozea.